# Keswick

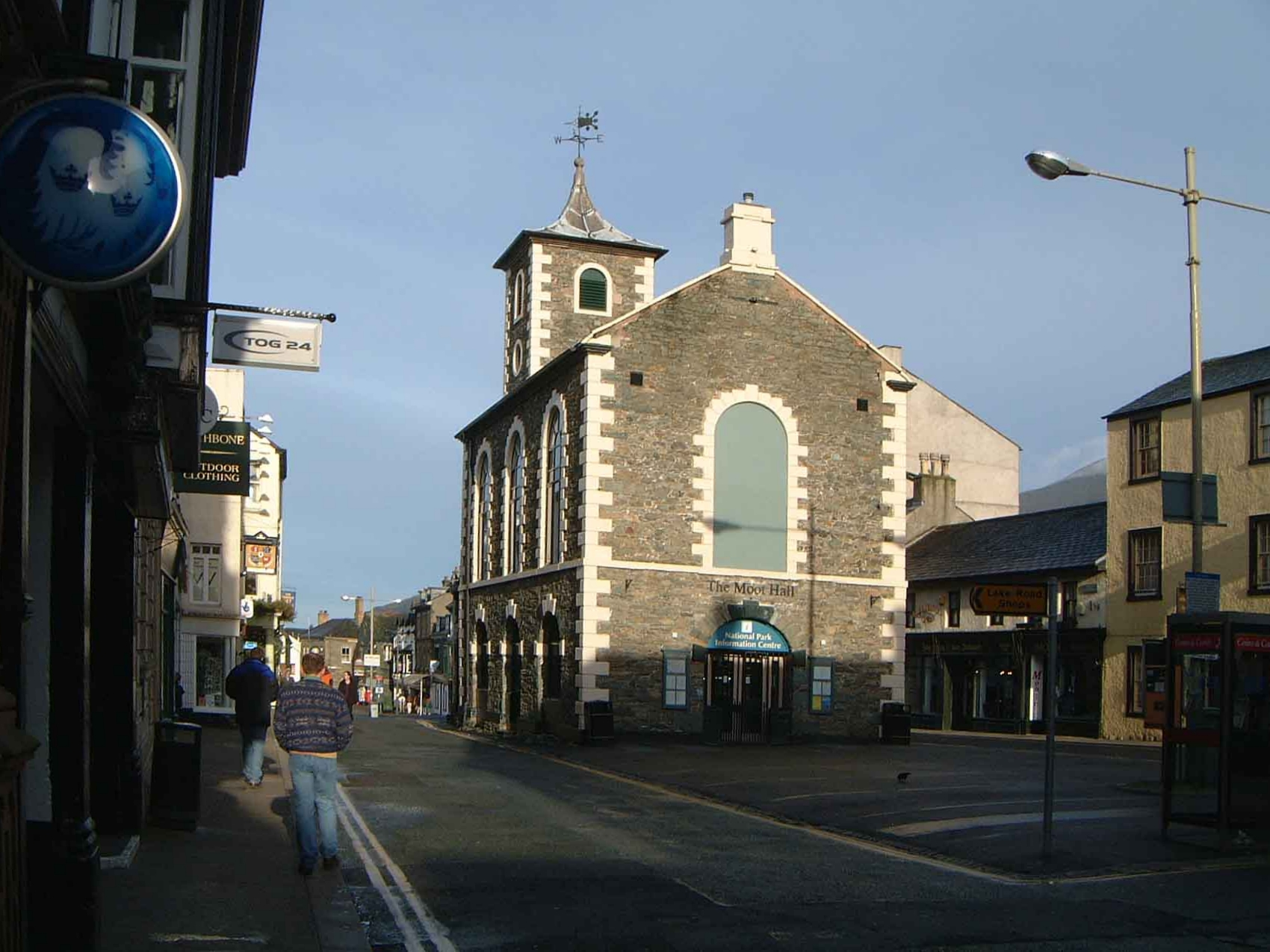
Moot Hall, Keswick.

Keswick är en stad och civil parish i Cumbria i England. Orten hade 4 984 invånare år 2001.